# Rob Schamberger
Pour l’article homonyme, voir Schamberger.
Rob Schamberger est un peintre américain né à Kansas City (Missouri).